# Conspiración de silencio (miniserie)
Conspiración de silencio (título original: Conspiracy of Silence) es una miniserie canadiense de Francis Mankiewicz del año 1991 con Michael Mahonen y Ian Tracey en los papeles principales. La película está basada en el libro del mismo nombre de Lisa Priest, que relata la verdadera historia sobre el asesinato de Helen Betty Osborne.

## Argumento
El 13 de noviembre de 1971, en la ciudad canadiense The Pas en la provincia de Manitoba en Canadá, se encuentra a una india joven, Helen Betty Osborne, brutalmente asesinada con un destornillador la noche antes cerca de una calle fuera de la ciudad. La Policía Montada del Canadá, bajo la dirección de Mike Hall, asume el caso y trata entonces de encontrar a los autores del crimen, pero no puede avanzar, a pesar de que todos saben quienes son.  
Son cuatro jóvenes blancos que se llaman Lee Colgan, Dwayne Johnston, Jim Houghton y Norm Manger. Solo una información anónima de una chica adolescente seis meses después, que conoce a los autores y que prefiere ser anónima por temor a represalias, los lleva a ellos. También se descubre que el coche de los padres de Lee Colgan tiene una prueba irrefutable que Osborne estuvo en él. Sin embargo, como antes, los cuatro son encubiertos por el silencio y la ayuda de los ciudadanos. Por ello el caso no prospera y se cierra hasta que se descubran más pruebas o testimonios. Mike Hall, frustrado y enfadado, deja entonces la ciudad una vez que recibe un mejor puesto en reconocimiento por su buen trabajo en el caso. 
Solo 16 años después de ese crimen otro oficial de esa policía, Steve Frishbilski, empieza a interesarse por el caso, cuando organizaciones indias del país en su presencia mencionan el asesinato como un símbolo de las injusticias que sufren en el país especificándole también el por qué más tarde cuando les pregunta al respecto durante sus indagaciones. 
Utilizando su declaración como "testimonio de expertos en el caso" él abre otra vez el caso, y, con su ayuda, lo investiga según su hipótesis correcta basada en experiencias propias, que se trata de un asesinato, en el que el racismo y la misoginia hacia los indios, que dominaban en el lugar en esos tiempos, llevaron a ese crimen y su posterior encubrimiento. También encuentra a la anónima testigo, que vive ahora en otra ciudad y que muestra disposición a testificar bajo las nuevas circunstancias. Es suficiente para arrestar a Colgan, el cual contó todo a ella, pero no basta para un enjuiciamiento por lo bien que todavía están protegidos a causa del imperante racismo que todavía domina, aunque en menor grado, en The Pas.
Finalmente él logra su objetivo, cuando una media india, que conoce a los victimarios y a los ciudadanos y que no mencionó eso a ellos, testifica. También Lee Colgan, a quien le persigue ese crimen desde entonces, lo que le llevó a contárselo a la chica, accede a testificar contra los demás ante un tribunal a cambio de inmunidad. En el estrado él testifica que raptaron a la chica india mientras conducían el coche de Colgan, que prestó a sus padres, y que tenían la intención de violarla, porque asumían que tenían derecho a ello por ser ella una chica india. Entonces ella les amenazó con llamar a la policía por ello y por esa razón Dwayne Johnston, el instigador, la asesinó fuera del coche fuera de la ciudad con un destornillador que tenían, mientras que él y los demás lo permitieron. Luego Johnston y Houghton apartaron el cuerpo de la calle en un intento vano de evitar que el cuerpo se descubriese. Después todos se fueron del lugar con el coche de Colgan para luego limpiarlo en vano de pruebas.
Solo Dwayne Johnston es condenado por el crimen. Recibe cadena perpetua, mientras que los otros son absueltos. Adicionalmente se revela en el proceso el silencio cómplice de muchos de los ciudadanos, pero como lo oyeron todo por el relato de otros, no se les castiga y como consecuencia solamente se enfrentan luego a una prensa enfurecida por la conducta indigna suya. Solamente un funcionario público de la ciudad, al que se le pudo demostrar lo mismo y que además lo supo desde el principio antes de la aparición de la información anónima de la chica, fue despedido. La madre de Helen está destruida por lo ocurrido y el caso se cierra después definitivamente.

## Reparto
- Michael Mahonen - Lee Colgan
- Ian Tracey - Dwayne Johnston
- Jonathan Potts - Jim Houghton
- Diego Chambers - Norm Manger
- Monique Mojica - Justine Osborne
- Michelle St. John - Helen Betty Osborne
- Carl Marotte - Constable Mike Hall
- Stephen Ouimette - Constable Steve Frishbilski

## Premios
- Premios Gemini: 7 Premios; Una Nominación